# Nephthyigorgia
Nephthyigorgia es un género de corales blandos de la familia Nidaliidae, orden Alcyonacea.

## Especies
El Registro Mundial de Especies Marinas acepta las siguientes especies:
- Nephthyigorgia annectans. (Thomson & Simpson, 1909)
- Nephthyigorgia aurantiaca. Kükenthal, 1910
- Nephthyigorgia crassa. Kükenthal, 1910
- Nephthyigorgia kükenthali. Broch, 1916
- Nephthyigorgia pinnata. Kükenthal, 1910

## Morfología
Las colonias tienen una estructura arbustiva, de un núcleo central crecen protuberancias que recuerdan a dedos humanos, y el color es rojo intenso, de ahí uno de sus nombres comunes en inglés: devil's hand, mano del diablo. La superficie es rugosa y la consistencia más dura que el resto de especies del orden Alcyonacea, o corales blandos. Su tejido contiene escleritos calcáreos. Forman esqueleto interno, en la mesoglea, por secreción de espículas córneas y calcáreas.
Sus ocho tentáculos, que son retráctiles, poseen pínnulas que hacen que su borde esté aserrado. Esto les facilita la captación de plancton.
Los pólipos, en fuerte contraste con el rojo de su tejido exterior, son blancos o amarillos.
Alcanza los 15 cm.

## Hábitat
Asociado a arrecifes. Normalmente anclados en rocas y cuevas. Su rango de profundidad está entre 9 y 95 m. Y su rango de temperatura, entre 23.27 y 26.62 °C.
Se les encuentra en el océano Indo-Pacífico y en el mar Rojo. 

## Alimentación
No es fotosintético, se alimenta del plancton marino que atrapa con los tentáculos de sus pólipos y absorbiendo materia orgánica disuelta en la columna de agua.

## Reproducción
Las gónadas surgen a partir de los tabiques, por lo que son de origen endodérmico, por unos abultamientos en los tabiques. 

## Mantenimiento
Su mantenimiento en cautividad requiere alimentarlos diariamente con microplancton, ya que no poseen zooxantelas y, por tanto, no son fotosintéticos. Si le falta alimentación retrae los tentáculos y se contrae, reduciendo su tamaño considerablemente.
Aparte de mantener los parámetros habituales (salinidad, calcio, magnesio, dureza, nitratos y fosfatos) en niveles adecuados, conviene aditar elementos traza y especialmente yodo.